# Simão III de Monforte
Simão III de Monforte "O Calvo" (1118 — 1181) foi conde de Évreux e senhor de Monforte de 1140 a 1181, sucedendo a seu irmão Amalrico IV de Monforte.

## Biografia
Foi vassalo do rei da França nos territórios de Monforte, e do Rei da Inglaterra, nos territórios de Evreux. Os Senhores feudais de Monforts estabeleceram um jogo de rivalidade entre os dois reis. Amalrico III de Monforte, seu pai, tentou resolver o problema, deixando os territórios de Évreux a Amalrico IV de Monforte, o seu filho mais velho. Ao filho mais jovem, Simão III de Monforte, Évreux. No entanto a morte prematura de Amalrico, depois de 3 anos em posse dos seus territórios veio juntar nas mãos de Simão III os dois territórios.
Simão III, assim, escolheu o rei inglês com a rendição das fortalezas de Monforte e Rochefort e Épernon. Assim, o jovem rei Luís VII de França, "não poderia ir e vir livremente de Paris a Orleães ou Etampes porque os normandos estabelecidos pelo rei Henrique nos castelos dos Condes de Evreux impediam".
Posteriormente, Simão III viria a concilia-se com o rei Luís VII de França, dando-lhe a guarda do castelo de Saint-Léger-en-Yvelines.

## Relações familiares
Foi filho de Amalrico III de Monforte (1063 — 1136) e segunda esposa Inês de Garlande (c. 1112 - 1143), filha de Anseau de Garlande, senhor de Rochefort-en-Yvelines e de Inês de Rochefort.
Casou-se por duas vezes, a 1ª esposa terá sido com Amícia de Beaumont, filha de Roberto III de Beaumont-le-Roger (c. 1120 - 1190), conde de Leicester e de Pernela de Grandmesnile (1135 -?) a 2ª com Mahaut, também denominada por Matilde, de quem teve:
1. Simão IV de Monforte (? - 1188), sucedeu a seu pai em 1181 como senhor de Monforte, foi casado com Alice de Montmorency.
2. Amalrico V de Monforte (? - 1182), sucedeu a seu pai em 1181 como conde de Évreux, mas faleceu no ano seguinte.
3. Bertrade de Evreux (1155 - 12 de junho de 1189) casada com Hugo de Kevelioc, 5º conde de Chester.
4. Guido de Monforte casado com Helvis Ibelin, filha de Balião de Ibelin, senhor de Nablus e de Maria Komenos, princesa de Constantinopla.
5. Petronilha de Monforte (? - 1216), casada com Bartolomeu de Roye (? - 1237), grande camareiro de França.
6. Gerberga de Monforte (1165 -?), casou com Guido I da Levis (c. 1180-1230), senhor de Mirepoix.